# Rjota Morivaki
Rjota Morivaki (japonsko 森脇 良太), japonski nogometaš, * 6. april 1986.
Za japonsko reprezentanco je odigral tri uradne tekme.